# キンカン
キンカン（金柑、学名: Citrus japonica）は、ミカン科ミカン属の常緑低木、あるいはキンカン属（学名: Fortunella）の常緑低木の総称である。別名キンキツ（金橘）ともいう。果実は小粒で甘酸っぱく、ほろ苦い後味が残るので知られる。

## 概要
中国の長江中流域原産。日本へは中国から伝わり、暖地で栽培されている常緑低木。果実は直径約2 - 3センチメートル (cm) で、甘みと酸味がある。生で皮ごと食べられる品種もある。
名の由来は、黄金色のミカン（蜜柑）の意味から金橘、金柑の中国名が生まれて、日本ではそれを音読みしてキンカンとなった。俳句では秋の季語になっている。
英語などの「Kumquat」もしくは「Cumquat」は「金橘」の広東語読み「gam1gwat1 （カムクヮト）」に由来する。
カール・ツンベルクによりミカン属（Citrus）に分類され、1784年刊行の『日本植物誌』（"Flora Japonica"）においてCitrus japonicaの学名を与えられていたが、1915年にウォルター・テニスン・スウィングルにより新属として分割され、ヨーロッパに紹介したロバート・フォーチュンへの献名として新たな学名（Fortunella）を与えられた。 
しかし近年の系統発生解析は、キンカンがミカン属の系統に含まれることを示唆している。
日本の標準和名キンカン（学名：Citrus japonica）とよばれる種は、別名でマルミキンカン、マルキンカンともよばれている。同属には、ナガキンカン（ナガミキンカン）、ネイハキンカン（ニンポウキンカン、メイワキンカン）、マメキンカン、チョウジュキンカン（フクシュウキンカン）、近縁のなかまにトウキンカン（別名：カラマンシー）などがある。一般に栽培されている種がナガキンカンとよばれるもので、果実が丸いものをマルキンカンという。マルキンカンは樹高が約2メートルで枝に棘があるものとないものがあり、ナガキンカンは樹高約3メートルで枝に棘がない。
日本における2010年の収穫量は3,732 トンであり、その内訳は宮崎県2,604 トン、鹿児島県873 トン、その他255 トンとなっている。

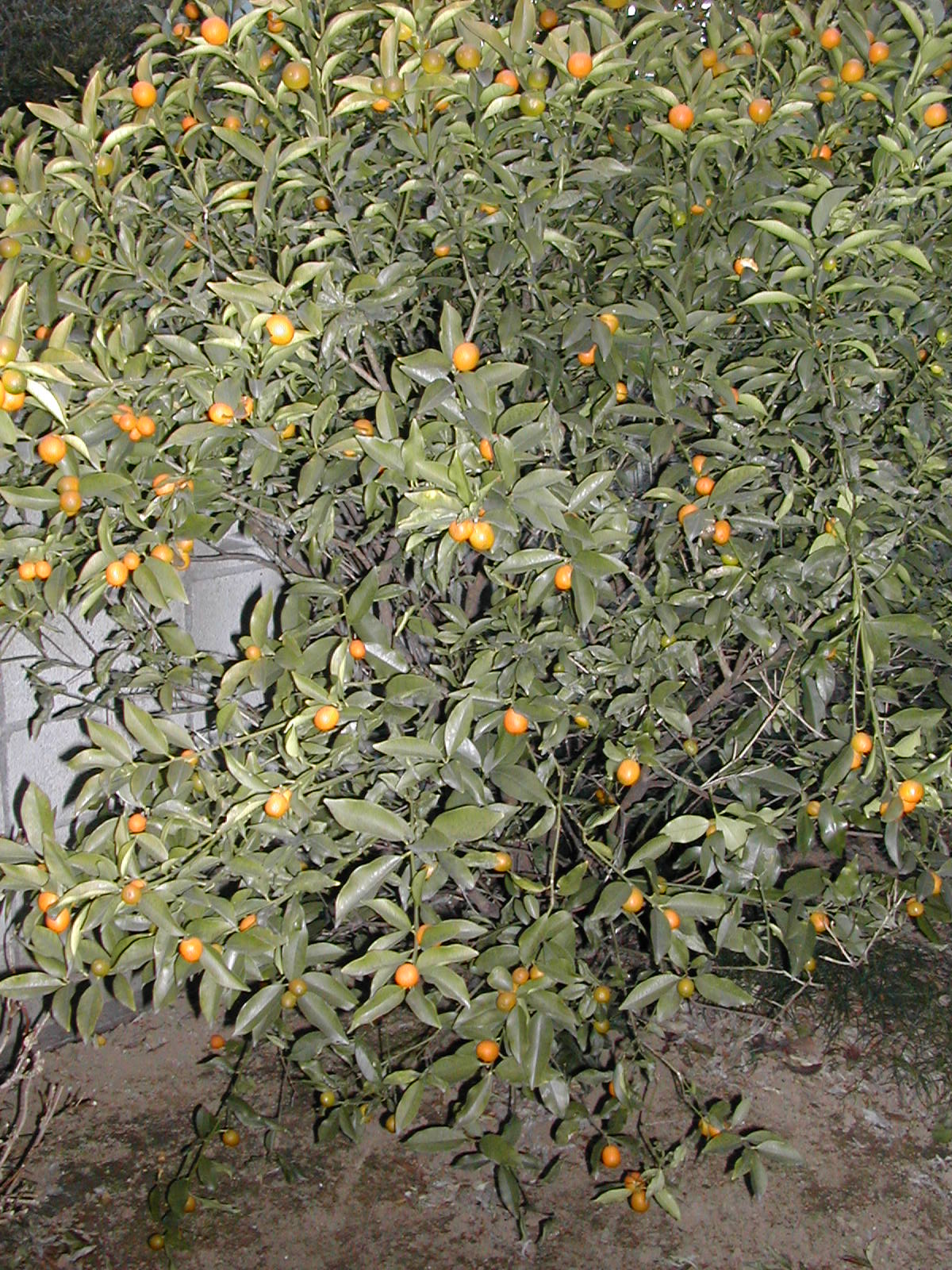
キンカンの果樹
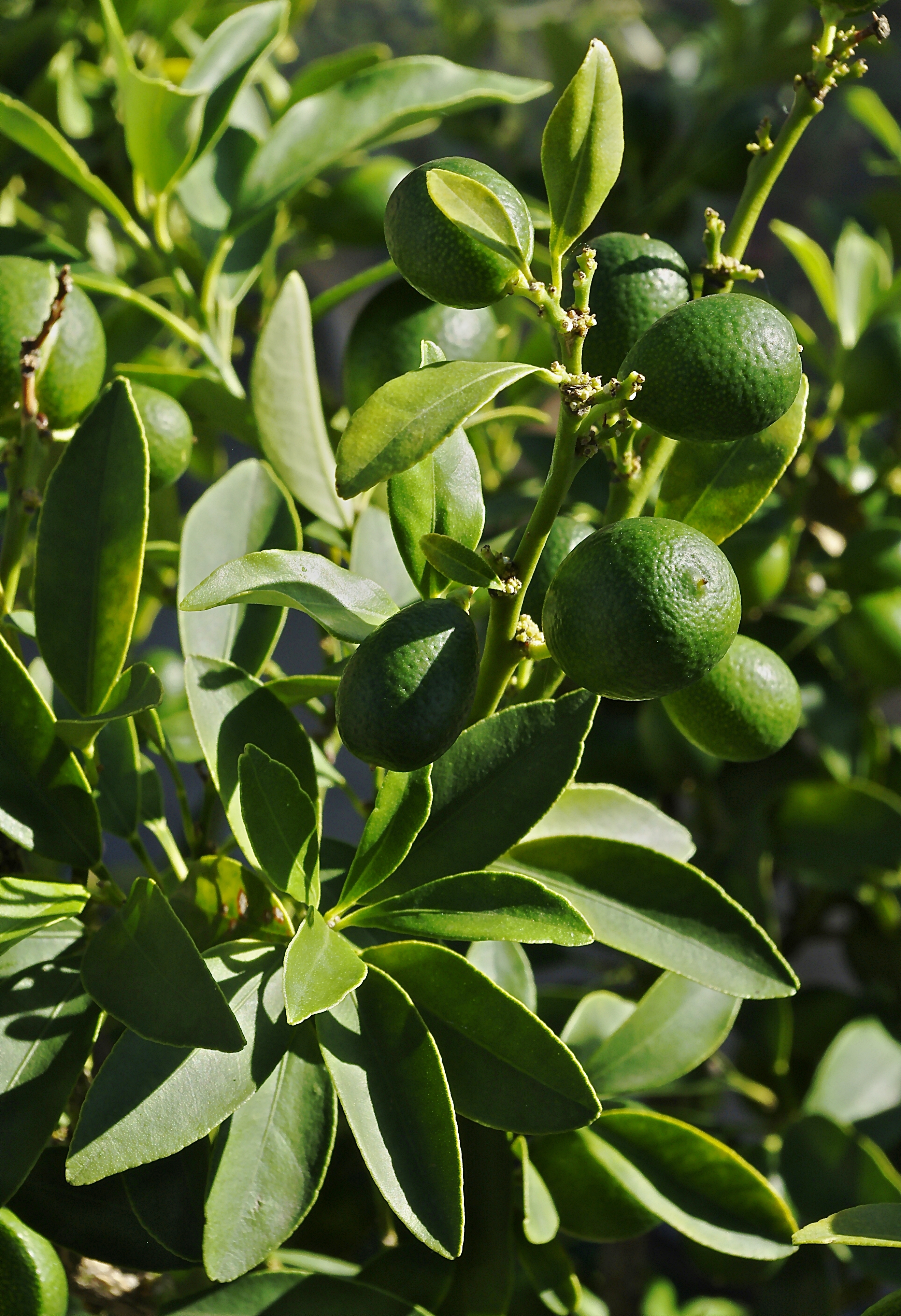
葉と未熟果
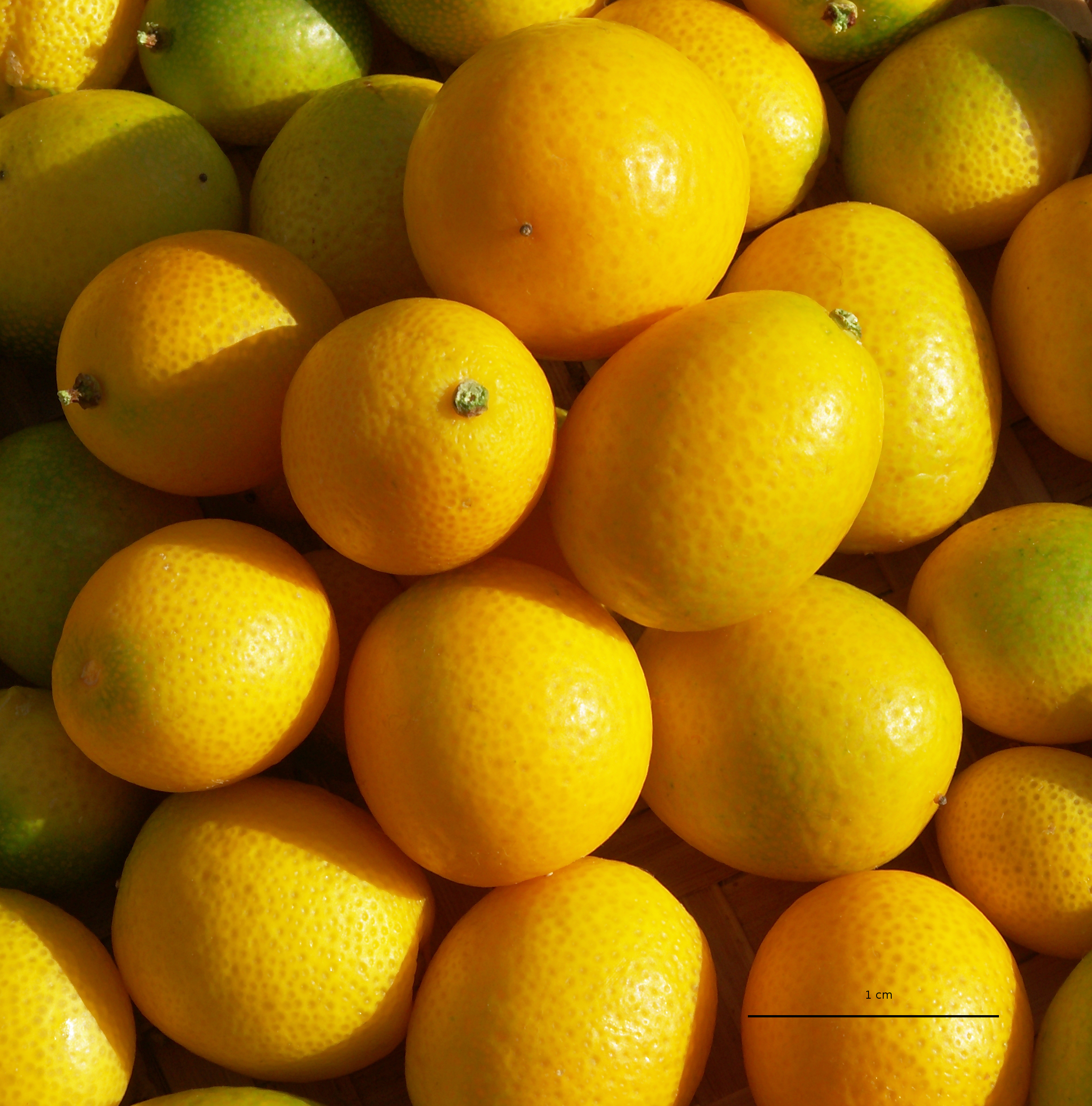
熟した果実

## 利用
果実は食用に、また薬用に用いられ、10 - 11月ころによく熟した果実が収穫される。

### 食用
果実は果皮ごとあるいは果皮だけ生食する。皮の中果皮、つまり柑橘類の皮の白い綿状の部分に相当する部分に苦味と共に甘味がある。果肉は酸味が強い。果皮のついたまま甘く煮て、砂糖漬け、蜂蜜漬け、甘露煮、マーマレードにする。甘く煮てから、砂糖に漬け、ドライフルーツにすることもある。
キンカンの砂糖漬けは、果皮に刃物で切れ目を入れて、軽く茹でてから竹串などで種子を除いて、果実量60 - 70%ほどの砂糖と水をかぶるほどの鍋に入れてから落し蓋をして、中火からとろ火で汁がなくなるまで煮詰めたあと、陰干しにする。

### 薬用
マルキンカン、ナガキンカンともに薬用とされる。
果実は民間薬として咳や、のどの痛みに効果があるとされ、金橘（きんきつ）と称することがある。果実にはいずれの種にも、有機酸、糖分約8%、灰分約0.5%を含み、果皮中には少量のヘスペリジン（ビタミンP）、精油などを含んでいる。有機酸には制菌作用、ヘスペリジンは毛細血管の血液透過性を増大させたり、抗菌や利尿などにも役立つとされている。また、精油は延髄中枢を刺激して、血液循環を良くして、発汗作用の働きがある。
民間療法では、風邪や咳止めにキンカンの砂糖漬けを2 - 3個カップに入れて熱湯を注いで飲む方法や、生の果汁をおろしショウガ、ハチミツと一緒にカップに入れて熱湯を注いで混ぜて飲むなどの方法が知られている。疲労回復や保健に、10月ころに変色し始めた果実を焼酎1リットルあたり300グラムの割合でビンに入れて漬け込み、冷暗所に3か月保存したものを毎日盃1杯ほど飲むとよいといわれている。ただし、手足がいつも火照るような人への連用は避けるべきとされる。

### 観賞用
観賞用として庭木として植えられることも多い。剪定に強いので生垣や鉢植え、盆栽にもできる。広東省や香港では、旧正月を迎える際に柑橘類の鉢植えを飾ることが多く、キンカンも好まれる。

## 種
キンカン属には4から6種が属する。カンキツの分類学者ウォルター・テニスン・スウィングルが4種、田中長三郎が6種と設定しており、前者はニンポウ・フクシュウキンカンを雑種として種から外している。
- マルミキンカン（中国語版）（丸実金柑）・マルキンカン（丸金柑）・ヒメタチバナ(姫橘)  Fortunella japonica
- ナガミキンカン（ドイツ語版）（長実金柑） Fortunella margarita
- フクシュウキンカン（中国語版）（福州金柑）・オオミキンカン（大実金柑）・チョウジュキンカン（長寿金柑） Fortunella obovata
- ネイハキンカン・ニンポウキンカン（寧波金柑）・メイワキンカン（明和金柑） Fortunella crassifolia
- ホンコンキンカン（ドイツ語版）（香港金柑）・マメキンカン（豆金柑）・キンズ（金豆） Fortunella hindsii - 観賞用
- ナガハキンカン（長葉金柑） Fortunella polyandra

## 主な品種
- ぷちまる - 種無し金柑（正確には数粒のしいな種子が入ることがある）
  - ナガミキンカン×四倍体ニンポウキンカンの交配から生まれた三倍体種間雑種。
- スウィートシュガー - 極甘品種の金柑

交雑種
- ライムクアット（英語版） - マルミキンカンとメキシカンライムの交雑種
- サンクアット（英語版） - マイヤーレモンとの交雑種
- オレンジクアット（英語版） - ウンシュウミカンとネイハキンカンの交雑種
- シトレンジクアット（英語版） - ナガミキンカンとシトレンジ（英語版）（オレンジとカラタチの交雑種）の交雑種

## マルミキンカン

### 特徴
樹高は2mほどになる。枝は分岐が多く、若い枝には短い刺があることがある。
葉は互生する。長さは5-7cm、長楕円形で厚みがあり周囲には浅い鋸状歯がある。葉が上側に反っていることが多い。葉柄には小さな翼があるがないものもある。
夏から秋にかけて3-4回、2-3cmほどの白い五弁の花をつける。雌しべは1本、雄しべは20本。花の後には直径2cmほどの緑色の実をつける（初夏につけた花は実がならないことが多い）。晩秋から冬にかけて実は黄色く熟する。

## ニンポウキンカン

### 歴史
日本への渡来は江戸時代の文政9年（1826年）のこと。現在の中国浙江省寧波（ニンポウ、当時・清）の商船が遠州灘沖で遭難し清水港に寄港した。その際に船員が礼として清水の人に砂糖漬けのキンカンの実を贈った。その中に入っていた種を植えたところ、やがて実がなり、その実からとった種が日本全国へ広まった。

### 主なブランド
- たまたま - 宮崎県産。JAブランド。開花結実から約210日以上を経過し、糖度が16度、直径2.8 センチメートル以上のニンポウキンカンにつけられる。
- たまたまエクセレント - 宮崎県産。JAブランド。上記の「たまたま」の中でもさらに糖度18度、直径3.3 センチメートル以上のニンポウキンカンにつけられる。
- 春姫 - 鹿児島県南西部産。JAブランド。開花結実から約210日以上を経過し、糖度が16度、直径2.8 センチメートル以上のニンポウキンカンにつけられる。